# 千住文子
千住 文子（せんじゅ ふみこ、1926年〈大正15年〉3月4日 - 2013年〈平成25年〉6月27日）は、日本の教育評論家、エッセイスト。
夫は千住鎮雄。長男は千住博、二男は千住明、長女は千住真理子。父は角倉邦彦、祖父は角倉賀道。

## 経歴
東京都出身。日本女子専門学校国文科（旧制）を経て、共立女子大学家政学部生活科学科（新制）に一期生として入学。同大学を卒業後は高分子学会に勤務。その後、明治製菓株式会社に入社。同研究所薬品研究室研究員として抗生物質開発の研究に従事。経営工学者の千住鎮雄と結婚して退職。
芸術家三兄妹として知られる日本画家の千住博、作曲家の千住明、ヴァイオリニストの千住真理子を育てた。2000年に夫が他界した後、教育問題に関する講演会や執筆活動、テレビ・ラジオへの出演など多岐にわたって活躍。また、父に角倉邦彦、祖父に角倉賀道、祖先に角倉了以がいる。
2013年6月27日、多臓器不全により死去。87歳歿。

## 著書
- 『千住家の教育白書』時事通信社、2001年　のち新潮文庫
- 『千住家にストラディヴァリウスが来た日 Stradivarius "De Duranty" 1716』新潮社、2005年 のち文庫
- 『母と娘の協奏曲』千住真理子共著、時事通信出版局、2005年
- 『千住家の命の物語』新潮社、2009年
- 『命の往復書簡2011〜2013 母のがん、心臓病を乗り越えて』千住真理子共著、文藝春秋、2013年 のち文庫（『千住家、母娘の往復書簡 母のがん、心臓病を乗り越えて』）

## 参考資料
- 千住家の教育白書 ISBN 4101210314